# Prussic
Prussic var en grønlandsk hip-hop-/rap-gruppe, der bestod af de tre rappere Maasi Pedersen, Kunuk Kleist og Taatsi Højgaard, alle bosat i Nuuk. De udgav i 2003 en CD, Misiliineq Siulleq (grønlandsk for "Den første prøve"), som solgte over 4.000 eksemplarer i Grønland i dets første år og blev certificeret sølv. Deres tekster handler bl.a. om grønlandske begivenheder og omsorgssvigt.